# Danube Dragons 2013
Questa voce raccoglie le informazioni riguardanti i Danube Dragons nelle competizioni ufficiali della stagione 2013.

## Maschile

### Prima squadra

#### Austrian Football League 2013

##### Stagione regolare
| 6 aprile 2013, ore 15:00 CEST 3ª giornata | Danube Dragons | 41 – 13 (7-0 10-0 10-13 14-0) | Prague Black Panthers | (1100 spett.) |

| 13 aprile 2013, ore 15:00 CEST 4ª giornata | Danube Dragons | 51 – 14 (13-0 21-0 10-7 7-7) | AFC Rangers Mödling | (1450 spett.) |

| 21 aprile 2013, ore 15:00 CEST 5ª giornata | Vienna Vikings | 27 – 12 (6-0 7-0 0-6 14-6) | Danube Dragons | (3600 spett.) |

| 27 aprile 2013, ore 15:00 CEST Recupero 2ª giornata | Graz Giants | 49 – 36 (7-0 10-7 19-0 13-29) | Danube Dragons | (1200 spett.) |

| 12 maggio 2013, ore 14:30 CEST 7ª giornata | Danube Dragons | 35 – 62 (7-21 0-27 7-7 21-0) | Vienna Vikings | (2200 spett.) |

| 18 maggio 2013, ore 17:00 CEST 8ª giornata | Tirol Raiders | 24 – 0 (3-0 7-0 7-0 7-0) | Danube Dragons | (2400 spett.) |

| 8 giugno 2013, ore 17:00 CEST 9ª giornata | Danube Dragons | 31 – 45 (7-7 7-10 3-14 14-14) | Tirol Raiders | (500 spett.) |

| 14 giugno 2013, ore 19:30 CEST Recupero 6ª giornata | AFC Rangers Mödling | 7 – 56 (7-14 0-21 0-14 0-7) | Danube Dragons | (600 spett.) |

| 22 giugno 2013, ore 17:00 CEST 10ª giornata | Danube Dragons | 21 – 40 (0-6 7-14 7-13 7-7) | Graz Giants | (800 spett.) |

| 29 giugno 2013, ore 15:00 CEST 11ª giornata | Prague Black Panthers | 10 – 38 (3-10 0-7 0-14 7-7) | Danube Dragons |  |

##### Playoff
| 14 luglio 2013, ore 15:00 CEST Semifinale | Vienna Vikings | 35 – 15 (14-0 14-7 7-0 0-8) | Danube Dragons | (3100 spett.) |

#### Statistiche di squadra
| Competizione      | %Vittorie | In casa | In casa | In casa | In casa | In casa | In casa | In trasferta | In trasferta | In trasferta | In trasferta | In trasferta | In trasferta | Totale | Totale | Totale | Totale | Totale | Totale |
| Competizione      | %Vittorie | G       | V       | N       | P       | Pf      | Ps      | G            | V            | N            | P            | Pf           | Ps           | G      | V      | N      | P      | Pf     | Ps     |
| ----------------- | --------- | ------- | ------- | ------- | ------- | ------- | ------- | ------------ | ------------ | ------------ | ------------ | ------------ | ------------ | ------ | ------ | ------ | ------ | ------ | ------ |
| Stagione regolare | .400      | 5       | 2       | 0       | 3       | 179     | 174     | 5            | 2            | 0            | 3            | 142          | 117          | 10     | 4      | 0      | 6      | 321    | 291    |
| Playoff           | .000      | 0       | 0       | 0       | 0       | 0       | 0       | 1            | 0            | 0            | 1            | 15           | 35           | 1      | 0      | 0      | 1      | 15     | 35     |
| Totale            | .364      | 5       | 2       | 0       | 3       | 179     | 174     | 6            | 2            | 0            | 4            | 157          | 152          | 11     | 4      | 0      | 7      | 336    | 326    |

### Seconda squadra

#### Austrian Football Division 3 2013

##### Stagione regolare
| 20 aprile 2013, ore 19:00 1ª giornata | Danube Dragons 2 | 7 – 21 (7-7 0-14 0-0 0-0) | Vienna Warlords |  |

| 28 aprile 2013, ore 18:00 2ª giornata | AFC Rangers Mödling 2 | 0 – 9 (0-0 0-7 0-0 0-2) | Danube Dragons 2 |  |

| 11 maggio 2013, ore 14:00 3ª giornata | Danube Dragons 2 | 28 – 6 (13-0 8-6 7-0 0-0) | Weinviertel Spartans | (50 spett.) |

| 19 maggio 2013, ore 15:00 4ª giornata | Weinviertel Spartans | 13 – 41 (0-16 0-5 7-7 6-13) | Danube Dragons 2 |  |

| 25 maggio 2013, ore 18:00 5ª giornata | Vienna Knights 2 | 12 – 13 (6-0 0-6 0-7 6-0) | Danube Dragons 2 |  |

| 9 giugno 2013, ore 18:00 6ª giornata | Danube Dragons 2 | 3 – 0 (0-0 0-0 3-0 0-0) | AFC Rangers Mödling 2 |  |

##### Playoff
| 23 giugno 2013, ore 16:00 Semifinale | Fürstenfeld Raptors | 19 – 20 (12-7 7-10 0-3 0-0) | Danube Dragons 2 | (400 spett.) |

| 7 luglio 2013, ore 14:00 Challenge Bowl | Vienna Warlords | 15 – 6 (3-0 3-6 3-0 6-0) | Danube Dragons 2 | (450 spett.) |

#### Statistiche di squadra
| Competizione      | %Vittorie | In casa | In casa | In casa | In casa | In casa | In casa | In trasferta | In trasferta | In trasferta | In trasferta | In trasferta | In trasferta | Totale | Totale | Totale | Totale | Totale | Totale |
| Competizione      | %Vittorie | G       | V       | N       | P       | Pf      | Ps      | G            | V            | N            | P            | Pf           | Ps           | G      | V      | N      | P      | Pf     | Ps     |
| ----------------- | --------- | ------- | ------- | ------- | ------- | ------- | ------- | ------------ | ------------ | ------------ | ------------ | ------------ | ------------ | ------ | ------ | ------ | ------ | ------ | ------ |
| Stagione regolare | .833      | 3       | 2       | 0       | 1       | 38      | 27      | 3            | 3            | 0            | 0            | 63           | 25           | 6      | 5      | 0      | 1      | 101    | 52     |
| Playoff           | .500      | 0       | 0       | 0       | 0       | 0       | 0       | 2            | 1            | 0            | 1            | 26           | 34           | 2      | 1      | 0      | 1      | 26     | 34     |
| Totale            | .750      | 3       | 2       | 0       | 1       | 38      | 27      | 5            | 4            | 0            | 1            | 89           | 59           | 8      | 6      | 0      | 2      | 127    | 86     |

## Femminile

### Austrian Football Division Ladies 2013

#### Stagione regolare
| 11 maggio 2013 2ª giornata | Schwaz Hammers Ladies | 0 – 74 | Danube Dragons Ladies |  |

| 15 giugno 2013 5ª giornata | Danube Dragons Ladies | 54 – 0 | Schwaz Hammers Ladies |  |

| 7 settembre 2013 6ª giornata | Danube Dragons Ladies | 6 – 21 | Vienna Vikings Ladies |  |

| 14 settembre 2013 7ª giornata | Budapest Wolves Ladies | 12 – 36 | Danube Dragons Ladies |  |

#### Playoff
| 12 ottobre 2013 Ladies Bowl | Vienna Vikings Ladies | 50 – 0 (21-0 20-0 9-0 0-0) | Danube Dragons Ladies |  |

### Statistiche di squadra
| Competizione      | %Vittorie | In casa | In casa | In casa | In casa | In casa | In casa | In trasferta | In trasferta | In trasferta | In trasferta | In trasferta | In trasferta | Totale | Totale | Totale | Totale | Totale | Totale |
| Competizione      | %Vittorie | G       | V       | N       | P       | Pf      | Ps      | G            | V            | N            | P            | Pf           | Ps           | G      | V      | N      | P      | Pf     | Ps     |
| ----------------- | --------- | ------- | ------- | ------- | ------- | ------- | ------- | ------------ | ------------ | ------------ | ------------ | ------------ | ------------ | ------ | ------ | ------ | ------ | ------ | ------ |
| Stagione regolare | .750      | 2       | 1       | 0       | 1       | 60      | 21      | 2            | 2            | 0            | 0            | 110          | 12           | 4      | 3      | 0      | 1      | 170    | 33     |
| Playoff           | .000      | 0       | 0       | 0       | 0       | 0       | 0       | 1            | 0            | 0            | 1            | 0            | 50           | 1      | 0      | 0      | 1      | 0      | 50     |
| Totale            | .600      | 2       | 1       | 0       | 1       | 60      | 21      | 3            | 2            | 0            | 1            | 110          | 62           | 5      | 3      | 0      | 2      | 170    | 83     |